# Orlin Anastasov
Orlin Anastasov (in bulgaro Орлин Анастасов?) (Ruse, 10 giugno 1976) è un basso bulgaro.

## Biografia
Entrambi i suoi genitori erano cantanti d'opera. Ha cominciato a studiare canto con Georgi Deliganev. Ha debuttato all'età di 20 anni come il re d'Egitto in Aida all'Opera di Stato di Ruse. Nel 1998-99 debutta come Ferrando ne Il trovatore a Düsseldorf, come Filippo II in Don Carlo a Sofia e come Ramfis in Aida a Wiesbaden.
Ha vinto il Primo Premio nel 1999 al concorso Operalia ed ha continuato debuttando al Teatro alla Scala di Milano come Don Basilio ne Il barbiere di Siviglia (Rossini) con Juan Diego Flórez e Sonia Prina nello stesso anno diretto da Riccardo Chailly. È tornato per la Scala come Timur nella prima di Turandot (2004) al Teatro degli Arcimboldi con Andrea Gruber e Marcello Giordani diretto da Carlo Rizzi, come Ramfis in Aida (2006) con Ildikó Komlósi e Violeta Urmana, Jacopo Fiesco nell'Atto I di Simon Boccanegra in concerto diretto da Daniele Gatti con Barbara Frittoli (2007), nel ruolo di Attila (opera) (2011) nella prima diretta da Nicola Luisotti, Il conte di Walter in Luisa Miller diretto da Gianandrea Noseda (2012) e Raimondo in Lucia di Lammermoor con Vittorio Grigolo (2014).
Al Royal Opera House, Covent Garden di Londra debutta nel 2000 come Federico Barbarossa ne La battaglia di Legnano con Plácido Domingo, nel 2002 Attila con Maria Guleghina, nel 2004 Jacopo Fiesco in Simon Boccanegra e nel 2006 Méphistophélès in Faust con Piotr Beczała ed Angela Gheorghiu. Alla Staatsoper di Vienna è Ramfis in Aida con Fabio Armiliato nel 2001. All'Arena di Verona ha debuttato nel 2000 in Aida, interpretandola anche nel 2002, nel 2009 e nel 2013 con Marco Berti ed Ambrogio Maestri diretto da Daniel Oren; nel 2005 ha cantato in Nabucco e nel 2007 ne Il barbiere di Siviglia. Al Teatro Verdi di Trieste nel 2001 è Colline ne La bohème con Fiorenza Cedolins ed Alfredo Mariotti diretto da Oren portata anche al Teatro Nuovo Giovanni da Udine e nel 2013 Attila diretto da Donato Renzetti. All'Opéra National de Paris nel 2003 è Ferrando ne Il trovatore con Roberto Alagna e Dolora Zajick, nel 2011 Il Conte di Walter in Luisa Miller con Marcelo Álvarez e nel 2013 Dosifei in Chovanščina ed Alvise Badoero ne La Gioconda con la Urmana e Claudio Sgura. Al Festival di Salisburgo nel 2003 è Abimélech in Samson et Dalila diretto da Valerij Gergiev con Domingo. Per il Teatro dell'Opera di Roma nel 2005 canta nel Requiem di Verdi nella Basilica di Santa Maria degli Angeli e dei Martiri con la Frittoli, Daniela Barcellona e Massimo Giordano (tenore) diretto da Gianluigi Gelmetti e nel 2010 è Mefistofele (opera) con Amarilli Nizza diretto da Renato Palumbo. Al San Francisco Opera nel 2005 è Padre Guardiano ne La forza del destino.
Al Teatro Filarmonico di Verona debutta nel 2008 in Attila. Al Grand Théâtre di Ginevra nel 2008 è Philippe II in Don Carlos (opera) con Mario Malagnini e Grigolo. Al Metropolitan Opera House di New York debutta nel 2008 come Alvise ne La Gioconda con Ewa Podleś e nel 2009 Don Basilio ne Il barbiere di Siviglia con Joyce DiDonato e Ramfis in Aida diretto da Paolo Carignani. All'Opéra municipal de Marseille nel 2009 canta il Requiem di Verdi con la Zajick. A Bilbao nel 2010 canta in Ernani con Dīmītra Theodosiou e nel 2011 Simon Boccanegra con Ainhoa Arteta diretto da Renzetti. Al Teatro Regio di Torino nel 2010 è Il conte di Walter in Luisa Miller con Roberto Frontali e Boris Godunov e la trasmissione di Rai 3 Prima della Prima gli ha dedicato una puntata e di un DVD realizzato da Rai Trade. Nel 2012 è Ramfis in Aida al Dallas Opera e nel 2013 Zaccaria in Nabucco al Deutsche Oper Berlin e Ramfis in Aida al Teatro di San Carlo di Napoli.

## Discografia parziale
- Berlioz: Roméo et Juliette - London Symphony Orchestra/Sir Colin Davis, 2000 LSO
- Berlioz: Les Troyens - London Symphony Chorus/London Symphony Orchestra/Michelle DeYoung/Petra Lang/Sara Mingardo/Sir Colin Davis, 2001 LSO - Grammy Awards per "Best Classical Album" e "Best Opera Recording" 2001
- Orthodox Chants - Orlin Anastasov/The Seven Saints Choir/Dimitar Grigorov, 2004 Gega New

## DVD e Blu-ray Disc parziale
- Musorgskij, Boris Godunov - Orlin Anastasov (Boris Godunov)/Ian Storey (The pretending Grigorij)/Vladimir Vaneev (Pimen)/Peter Bronder (The Prince Vasilij Šujskij)/Gianandrea Noseda (direttore)/Orchestra & Coro Teatro Regio di Torino, 2011 Opus Arte/Rai Trade